# Bathycrinus mendeleevi
Bathycrinus mendeleevi is een haarster uit de familie Bathycrinidae.
De wetenschappelijke naam van de soort werd in 2008 gepubliceerd door Mironov.